# Paragus medeae
Paragus medeae är en tvåvingeart som beskrevs av Stanescu 1991. Paragus medeae ingår i släktet stäppblomflugor, och familjen blomflugor.
Artens utbredningsområde är Rumänien. Inga underarter finns listade i Catalogue of Life.